# Siero Bonifacio
Il siero Bonifacio (o siero di Bonifacio) era un composto a base di feci e urina di capra che, secondo quanto affermato dal suo ideatore, avrebbe avuto effetti terapeutici per la cura dei tumori, un'asserzione che, tuttavia, è priva di qualsiasi riscontro sperimentale e fondamento scientifico. 

## Storia
Il siero fu ideato negli anni sessanta del XX secolo dal veterinario Liborio Bonifacio (Montallegro, 1908 – Agropoli, 17 marzo 1983), nell'errata convinzione che le capre non si ammalassero di cancro.
Il preparato veniva ricavato dalle feci e dall'urina di un animale macellato, aggiungendo un terzo di acqua bidistillata; trascorse 48 ore, si filtrava e sterilizzava la sostanza ottenuta che quindi veniva iniettata al malato ogni 48 ore.
La presunta cura ottenne grande risalto nei giornali nel 1969; venne anche promossa una raccolta di fondi per consentire a Bonifacio di produrre il siero per la moltitudine di persone che lo chiedeva, che alla fine portò alla raccolta di 25 milioni di lire.

### La sperimentazione clinica
Il risalto mediatico dato dai giornali alla vicenda spinse l'allora Ministro della Sanità, Camillo Ripamonti, ad autorizzarne la sperimentazione: essa interessò 16 pazienti, seguiti per un periodo che andò dai 23 ai 75 giorni, con risultati che la commissione giudicò deludenti (4 pazienti morirono durante la sperimentazione, nessuno mostrò miglioramenti).
Nonostante questo, Liborio Bonifacio, dopo ulteriori tentativi di sperimentazione, continuò a produrre e distribuire il suo siero, che venne poi brevettato dal figlio con il nome di Oncoclasina Bonifacio.
Successivamente negli anni '80 il virologo Giulio Tarro, in collaborazione con Bonifacio, riprende gli studi sulla presunta efficacia del siero senza alcun successo. In quegli stessi anni Tarro affermò però di aver scoperto un vaccino che stimolerebbe e potenzierebbe la risposta immunitaria dei malati di cancro cui darà il nome di TPL (Tumor Liberated Protein) generando dissidi con Bonifacio convinto che il TPL da lui pubblicizzato derivi in realtà dal Siero Bonifacio.